# Sencsou–8
A Sencsou–8 a Sencsou-program személyzet nélküli küldetése, amely az első kínai dokkolást hajtotta végre a Tienkung–1 űrállomással.
A Sencsou–8 fedélzetén összesen 17 biológiai-élettudományi kísérlet is helyet kapott. Ezek közül tíz kínai, hat német irányítású, egy pedig közös kísérlet. A német űrkutatási szervezet, a Német Légügyi és Űrkutatási Központ 2008-ban kötött megállapodást a kínai emberes űrprogramban való részvételről. A kínai fél számára az együttműködés azért is fontos, mert így a külvilág számára jelezni tudják nyitottságukat.

## Küldetés
A küldetés célja a 2012-re tervezett emberes Sencsou–9 és Sencsou–10 repülések előkészítése. A fedélzeten két 75 kg-os bábu utazott, szkafanderben és sisakban, amikben érzékelőket helyeztek el, ezek mérték a test hőmérsékletét, a légzést, a pulzust, és a vérnyomást.

## Repülés
A Sencsou–8 2011. október 31-én, 22:58-kor (CET, Kínában már november 1-jén hajnalban) CZ–2F rakétával indult el a Jiuquan Űrközpontból.
November 2-án  sikeresen összekapcsolódott a Tiangong–1 űrállomással. A kínai űrállomás-építés programjában jelentős mérföldkőnek számító dokkolás 343 km-es felszín feletti magasságban történt. A dokkolást a Föld árnyékában hajtották végre, így a napfény semmiképp nem zavarhatta a navigációs érzékelőket. Csou Csien-ping, a kínai emberes űrprogram vezetője szerint az ország már minden, az űrállomás létrehozásához szükséges alapvető technológiával rendelkezett.
A két űreszköz 12 napig volt folyamatosan összekapcsolva. A Sencsou–8 ekkor újra lekapcsolódott az űrállomásról, 140 m-re eltávolodott, majd újabb 2 napra összekapcsolódott a Tiangong–1-gyel, de ezúttal nappali fénynél. A Sencsou–8 november 16-án végleg levált a Tiangong–1-ről, begyújtotta fékezőrakétáit, a visszatérő kapszula elvált a Sencsou orbitális fülkéjéről és műszaki egységéről, majd 17-én 11:30-kor (UTC) sikeresen leszállt Belső-Mongóliában.